# یون رونینن
یون رونینن (انگلیسی: Jon Rønningen؛ زادهٔ ۲۸ نوامبر ۱۹۶۲) کشتی‌گیر فرنگی اهل نروژ بود.